# Base Vechernyaya
La Base Vechernyaya (en bielorruso: Гара Вячэрняя) es una estación de investigación de Bielorrusia situada en la Antártida que opera exclusivamente durante el verano. Su administración está a cargo de la Academia Nacional de Ciencias de Bielorrusia y fue establecida sobre un antiguo anexo de la Base Molodiózhnaya de Rusia en el monte Vechernyaya.

## Descripción
La estación se localiza en la Tierra de Enderby en las coordenadas 67°39′S 46°09′E / -67.650, 46.150, al este del monte Vechernyaya (que significa en idioma ruso montaña de la Tarde) en la costa del mar de los Cosmonautas a 28 km de la Base Molodiózhnaya y a 2 km del abandonado aeródromo de Molodiózhnaya. 
En ella trabajan unos 7 científicos e ingenieros entre noviembre y marzo de cada año.

## Historia
La Base Monte Vechernyaya fue construida por la Unión Soviética en 1979 como una base de campo permanente para albergar al personal de los aviones que desde el 13 de febrero de 1980 volaban en la ruta intercontinental de Moscú al aeródromo de Molodiózhnaya. Tras el colapso de la Unión Soviética la ruta fue abandonada en octubre de 1991, paso a Rusia y el aeródromo dejó de utilizarse en noviembre de 1992.
La República de Bielorrusia se unió al Tratado Antártico en 2006, año en el cual se aprobó el Programa para la Investigación Polar, denominado Monitoreo de las Áreas Polares de la Tierra y Aseguramiento de la Actividad en las Expediciones del Ártico y la Antártida entre 2007 y 2010, y para el período hasta el 2015. El país ratificó el Protocolo Ambiental en 2008 y en 2015 el Programa Nacional Antártico de la República de Bielorrusia fue aceptado como el miembro número 30 del Consejo de Administración de Programas Antárticos (COMNAP).
Desde noviembre de 2006 la expedición antártica de Bielorrusia trabajó en la Base Molodiózhnaya junto con los exploradores polares rusos. y la base de campo Monte Vechernyaya fue habilitada para uso en verano por hasta 6 personas. El 15 de marzo de 2015 Rusia y Bielorrusia firmaron en San Petersburgo un acuerdo cooperación en la Antártida. Este acuerdo permite a Bielorrusia utilizar las instalaciones que la Base Molodiózhnaya tiene en el monte Vechernyaya a 28 km de la estación principal, así como el transporte aéreo y naval ruso. La cooperación con Rusia permitió a Bielorrusia reducir los costes de creación y mantenimiento de la estación antártica.
En marzo de 2013 16 exploradores polares rusos y 3 trabajadores polares bielorrusos trabajaron en Molodiózhnaya. Inicialmente, los exploradores polares bielorrusos vivían y trabajaban en la Base Molodiózhnaya. En 2016 la 8° Expedición Antártica Bielorrusa construyó módulos residenciales estableciendo la Base Vechernyaya como una estación independiente de Molodiózhnaya.
La construcción de la estación se encargó a la empresa bielorrusa Midivisana, que completó en octubre de 2015 la instalación de la primera porción de la estación, consistente en tres módulos: control, comunicaciones y navegación.
En el verano austral 2017-2018 se realizó la 10.ª Expedición Bielorrusa a la Antártida y el suministro se llevó a cabo por el buque ruso Akademik Fyodorov.

## Instalaciones
Los módulos cuentan con generadores diésel de 60, 20, 7 y 6 kW, equipos de comunicaciones satelitales Iridium e Inmarsat 3, además de motocicletas de nieve. 